# Okres Trenčín
Der Okres Trenčín (deutsch Bezirk Trentschin) ist ein Verwaltungsgebiet im Nordwesten der Slowakei mit 112.515 Einwohnern (2004) und einer Fläche von 672 km².
Historisch gesehen liegt der Bezirk im ehemaligen Komitat Trentschin (siehe auch Liste der historischen Komitate Ungarns).

## Bevölkerung
| Jahr                | 1994    | 2004    | 2014    | 2024    |
| ------------------- | ------- | ------- | ------- | ------- |
| Anzahl der Personen | 113.057 | 112.515 | 113.863 | 113.208 |
| Unterschied         |         | −0,47 % | +1,19 % | −0,57 % |

| Jahr                | 2023    | 2024    |
| ------------------- | ------- | ------- |
| Anzahl der Personen | 113.225 | 113.208 |
| Unterschied         |         | −0,01 % |

## Städte
- Nemšová
- Trenčianske Teplice (Trentschin Teplitz)
- Trenčín (Trentschin)

## Gemeinden
- Adamovské Kochanovce
- Bobot
- Dolná Poruba (Unterporub)
- Dolná Súča
- Drietoma
- Dubodiel
- Horná Súča
- Horňany
- Horné Srnie
- Hrabovka
- Chocholná-Velčice
- Ivanovce
- Kostolná-Záriečie (Kostel)
- Krivosúd-Bodovka
- Melčice-Lieskové
- Mníchova Lehota
- Motešice
- Neporadza
- Omšenie
- Opatovce
- Petrova Lehota
- Selec
- Skalka nad Váhom
- Soblahov (Soblahof)
- Svinná
- Štvrtok
- Trenčianska Teplá
- Trenčianska Turná
- Trenčianske Jastrabie
- Trenčianske Mitice
- Trenčianske Stankovce
- Veľká Hradná
- Veľké Bierovce
- Zamarovce

Das Bezirksamt ist in Trenčín.

## Kultur
In dem Artikel Denkmalgeschützte Objekte im Okres Trenčín findet man Informationen über die vom slowakischen Denkmalamt geschützten Objekte im Okres.